# محاصره قلعه اینابایاما
محاصره قلعه اینابایاما (به ژاپنی: 稲葉山城の戦い، Inabayama-jō no Tatakai) نبردی بود که دوره سنگوکو و در سال ۱۵۶۷ میلادی مابین نیروهای اودا نوبوناگا و از سوی دیگر سایتو تاتسواوکی درگرفت. نبرد نهایی اودا نوبوناگا با خاندان سایتو بود که موجب سقوط قلعه و تصرف ولایت مینو شد.

## تاریخچه
در سال ۱۵۴۹ میلادی اودا نوبوناگا (۱۵۸۲–۱۵۳۴)، که بعدها تبدیل شد به دایمیو از ولایت اُواری (در حال حاضر استان آیچی) با نوهیمه سومین دختر سایتو دوسان، بزرگ خاندان سایتو و امیر ولایت رقیب و همسایه بنام ولایت مینو ازدواج کرد. نوبوناگا پسر دوم دایمیوی ولایت اُواری اودا نوبوهیده بود. در این زمان ولایت اُواری درگیر دفع دشمنان در مرزهای شمالی و شرقی و همچنین مسائل به وجود آمده توسط مخالفان داخلی بود. سایتو دوسان، دایمیوی مینو، یک رهبر قوی بود، درگیری‌های داخلی در این ولایت نیز مشکلاتی ایجاد کرده بود. بنابراین هر دو ولایت برای پایان دادن به مشکلات خود نیاز به مهلت داشتند در نتیجه با ازدواج سیاسی مابین فرزندان خود به رقابت‌های قومی و قبیله‌ای و درگیری‌های مرزی خود پایان دادند.
در سال ۱۵۵۵ سایتو یوشی‌تاتسو (۱۵۶۱–۱۵۲۷)، پسر ارشد سایتو دوسان، به این باور رسید که حق وراثت و ارث از او سلب خواهد شد و دو برادر جوان خود را به قتل رساند و در سال بعد به همراه نیروهای وفادارش آشکارا ضد پدرش شورش کرد. در واقع پدر او جانشین خود را تغییر داد و وراث خود را اودا نوبوناگا داماد خود قرار داد. مدت کوتاهی پس از آن دوسان توسط یکی از هواداران پسرش در نبرد ناگارا-گاوا کشته شد. در آن زمان نوبوناگا در موقعیتی نبود که بتواند به پدر همسرش دوسان کمکی برساند. جنگ‌های داخلی ولایت مینو پس از کشته شدن دوسان پایان یافت. در سال ۱۵۶۱ یوشی‌تاتسو در اثر بیماری جذام درگذشت و پسرش، سایتو تاتسواوکی، جانشین او شد. پس از آنکه نوبوناگا و خاندان ماتسودایرا (توکوگاوا ایه‌یاسو) توانستند با اتحاد با یکدیگر در نبرد اوکه‌هازاما، خاندان ایماگاوا را شکست بدهند، نوبوناگا در موقعیت امن‌تر و قوی تری قرار گرفت و تمرکز خود را به همسایه شمالی خود، خاندان سایتو معطوف کرد. نوبوناگا بهانهٔ حمله را انتقام قتل پدر زنش از وارث قاتل وی اعلام کرد و به ولایت مینو حمله کرد.
 قلعه اینابایاما بعد از سقوط قلعه گیفو نام گرفت.